# Lac Ortiz Basualdo
Le lac Ortiz Basualdo est un lac andin d'origine glaciaire situé en Argentine, à l'ouest de la province de Neuquén, dans le département de Los Lagos, en Patagonie. 

## Géographie

Carte du parc national Nahuel Huapi. Le lac Ortiz Basualdo est dessiné juste au-dessus de Puerto Blest, à l'extrême ouest du parc.

Le lac Ortiz Basualdo est en forme de croissant à concavité nord-ouest. Il s'allonge d'abord d'ouest en est, puis du sud vers le nord, le tout sur une longueur de 4 à 5 kilomètres.  Il se situe au nord-ouest du bras Blest du lac Nahuel Huapi.
Le lac Ortiz Basualdo est entièrement situé au sein du parc national Nahuel Huapi. 

Il est entouré de montagnes enneigées, certaines d'entre elles plongeant littéralement dans ses eaux. Situé aux abords immédiats de la frontière chilienne, il se trouve dans une zone de très haute pluviosité (3 à 4000 millimètres par an en moyenne).

## Accès
L'accès au lac est très difficile. On y accède à pied, étant donné qu'il n'y a pas de routes ni de localités dans les environs. 

## Émissaire
De sa rive sud-est naît son émissaire, le río Ortiz Basualdo. Celui-ci se jette dans le lac Los Cántaros situé à moins de 4 kilomètres en direction du sud-est, près de l'extrémité occidentale du bras Blest du lac Nahuel Huapi.